# 城巴E21A線
城巴E21A線是香港的一條巴士路線，是E21線的分支，來往東涌（逸東邨）及何文田（愛民邨），途經滿東邨、東涌市中心、東涌北、青嶼幹線、美孚、長沙灣、深水埗及旺角，但不經機場。
城巴E21B線是香港的一條巴士路線，同為E21線的分支，起訖點與走線跟E21A線相同，但不經東涌北。

## 歷史
- 2002年10月21日：開辦，配合東涌北發展，初時市區總站為維港灣，與城巴E21線相同[1]。
- 2004年5月30日：逸東總站由清逸樓遷往逸東商場。
- 2005年6月19日：往維港灣方向，改經東涌海濱路及怡東路由東涌東交界處返回北大嶼山公路，不經東涌新碼頭；往逸東方向，改由東涌東交界處經怡東路及東涌海濱路返回惠東路，不經東涌新碼頭。
- 2006年11月19日：加設逸東往東涌北文東路的八達通短程分段收費（$3.5）及調低東涌北惠東路往逸東的分段收費（$4→$3.5），以取代嶼巴37線由逸東前往東涌北的服務，但仍間接削減了逸東往東涌新碼頭及東涌市中心往東涌北的公共交通服務。（後者由S56於2006年12月17日起提供有限度服務。）
- 2007年5月21日：市區總站由維港灣遷往愛民，來回程改經順東路，往愛民方向加停東涌新發展碼頭，以填補東涌交通服務的不足。
- 2009年5月4日：往逸東方向，改由亞皆老街直入彌敦道，不經新填地街及旺角道。
- 2009年9月20日：往愛民方向，改經西洋菜南街，不經洗衣街。
- 2017年12月15日：增設實時抵站時間查詢服務。[2]
- 2019年8月5日：作出以下改動[3]：
  - 逢星期一至五（公眾假期除外）07:25增設一班特別班次，由滿東邨滿和樓開往愛民邨，途經「逸東邨褔逸樓」及「逸東邨雍逸樓」巴士站，抵達逸東邨巴士總站後返回原線。
  - 由愛民邨開出，於抵達裕東路後，加停裕東路「滿東邨滿和樓」、「逸東邨褔逸樓」及「逸東邨雍逸樓」巴士站，然後返回原線往逸東邨。
  - 增設新八達通轉乘優惠，於滿東邨滿和樓、逸東邨褔逸樓或逸東邨雍逸樓巴士站乘搭E21A前往逸東邨，於逸東邨巴士總站以同一張八達通乘搭本線往何文田（愛民邨）的班次，可獲回贈首程車資。
- 2020年8月30日：往愛民邨方向亦繞經滿東邨。[4]
- 2021年8月23日：作出以下改動[5]：
  - 來回程全日繞經迎東邨。
  - 由滿東邨滿和樓開出特別班次不經東涌北，改經東涌市中心，而東涌北往市區方向，將以E21線特別班次取代。
- 2022年8月29日：本線作以下重組[6]：
  - E21A線經東涌市中心的特別班次，更改編號為E21B線，並加強服務及增設回程班次，每日往東涌服務時間為16:10-23:50，每日往愛民邨服務時間為05:30-13:50。
  - 於E21B線提供服務期間，E21A線暫停服務，原有由東涌西前往東涌北的乘客，需改乘其他公共交通工具（例如新大嶼山巴士路線）。
  - 八達通轉乘安排方面，除往市區的E21B轉往E11B／E22S及往大嶼山的E11B／E22S轉往E21B不適用外，皆大致維持重組前的優惠安排。
- 2023年6月18日，全程車費從$14加至$14.5。
- 2023年7月30日：E21A線來回程繞經裕雅苑。[7]

## 服務時間及班次
E21A/E21B
| 東涌（逸東邨）開 | 東涌（逸東邨）開 | 東涌（逸東邨）開 | 何文田（愛民邨）開 | 何文田（愛民邨）開 | 何文田（愛民邨）開 |
| 日期             | 服務時間         | 班次（分鐘）     | 日期               | 服務時間           | 班次（分鐘）       |
| ---------------- | ---------------- | ---------------- | ------------------ | ------------------ | ------------------ |
| 星期一至六       | 05:40-06:10      | 30               | 星期一至六         | 07:30-13:30        | 30                 |
| 星期一至六       | 06:10-13:50      | 20               | 星期一至六         | 13:30-15:50        | 20                 |
| 星期一至六       | 14:10-14:30      | 20               | 星期一至六         | 16:10-23:50        | 20                 |
| 星期一至六       | 14:30-22:00      | 25               |                    |                    |                    |
| 星期日及公眾假期 | 05:40-09:10      | 30               | 星期日及公眾假期   | 07:30-13:30        | 30                 |
| 星期日及公眾假期 | 09:10-13:50      | 20               | 星期日及公眾假期   | 13:30-15:50        | 20                 |
| 星期日及公眾假期 | 14:10-14:30      | 20               | 星期日及公眾假期   | 16:10-20:30        | 20                 |
| 星期日及公眾假期 | 14:30-22:00      | 25               | 星期日及公眾假期   | 20:30-23:50        | 25                 |

- 藍字班次由E21B線提供服務

## 收費
E21A/E21B
全程：$14.5
- 青嶼幹線巴士轉乘站往逸東邨：$8.3
- 裕雅苑（E21A）／東堤灣畔（E21B）往逸東邨／旺角警署往愛民邨：$3.7
- 逸東邨往裕雅商場（E21A）／裕東苑（E21B）或之前：$3.7
- 葵涌交匯處往愛民邨：$6.2
- 美孚站往愛民邨：$5.0

| - 本線設有12歲以下小童及65歲或以上長者半價優惠。 - 65歲或以上香港居民使用「樂悠咭」，以及12歲以下合資格殘疾兒童使用「殘疾人士身份」個人八達通繳付車資，均可享有每程$2.0或半價（以較低者為準）的票價優惠；12至64歲合資格殘疾人士使用「殘疾人士身份」個人八達通（包括「樂悠咭」），以及60至64歲香港居民使用「樂悠咭」繳付車資，均可享有每程$2.0或全費（以較低者為準）的票價優惠。 - 65歲或以上長者如使用長者或一般個人八達通繳付車資，則只可享有半價優惠；12至64歲合資格殘疾人士如不使用「殘疾人士身份」個人八達通，以及60至64歲人士如不使用「樂悠咭」繳付車資，必須繳付全費。 - 乘客可以現金或八達通於上車時付款，不設找續。 - 每位成人乘客可免費攜帶最多兩名4歲以下而不佔座位的兒童乘客乘車，超額之4歲以下小童必須繳付小童車費乘車。 - 九龍巴士、城巴及龍運巴士全職員工及家屬（不包括外判職員）可免費乘搭本路線，惟必須拍職員或職員家屬八達通。 - 乘客亦可使用AlipayHK「易乘碼」、支付寶、 WeChatHK／微信支付「搭車碼」、銀聯雲閃付「乘車碼」及BOC Pay「乘車碼」、具有感應式支付功能的VISA、Mastercard及銀聯卡，以及Apple Pay、Google Pay及Samsung Pay流動支付平台繳付車資。使用此支付方式的乘客可享有中途下車之分段收費，以及與其他城巴獨營路線或聯營線城巴班次之轉乘優惠，惟不適用於與非城巴路線之轉乘優惠。使用此支付方式的乘客亦不能享有「公共交通費用補貼計劃」及「長者及合資格殘疾人士公共交通票價優惠計劃」。 - 帶粗體字者為雙向分段收費，乘客必須使用八達通或指定交通二維碼繳費，並於下車前再次確認八達通或掃瞄二維碼，方可享有分段收費優惠。 |

### 八達通巴士轉乘優惠
乘客登上本線後指定時間內以同一張八達通卡轉乘以下路線，或從以下路線登車後指定時間內以同一張八達通卡轉乘本線，次程可獲車資折扣優惠：
E21A/E21B←→E21/E21D，次程車資全免
- E21A往逸東邨 → E21往機場
- E21往機場 → E21A往逸東邨
- E21B往逸東邨 → E21D往機場
- E21D往機場 → E21B往逸東邨
- E21往維港灣 → E21A往愛民邨
- E21A往愛民邨 → E21往維港灣
- E21D往維港灣 → E21B往愛民邨
- E21B往愛民邨 → E21D往維港灣

E21A/E21B←→E11(A/B)、E22(P/X)、E22A、E23
- E21A/E21B往逸東邨 → E11(A)、E22(P/X)、E22A、E23(A)往機場，次程車資全免
- E11(A)、E22(P/X)、E22A、E23(A)往機場 → E21A/E21B往逸東邨，次程車資全免
- E21A/E21B往愛民邨 → E11(A)往天后站或E22A往將軍澳，次程可節省$11
- E21A/E21B往愛民邨 → E22(P/X)往藍田／油塘或E23(A)往慈雲山，次程可節省$10
- E11(A)往天后站或 E22(P/X)往藍田／油塘或E22A往將軍澳或E23(A)往慈雲山 → E21A/E21B往愛民邨，次程車資全免
- E11B往天站 → E21B往愛民邨，次程車資全免
- E21B往逸東邨 → E11B往滿東邨，次程車資全免

E21A/E21B往愛民邨 → 城巴機場快線
- E21A/E21B往愛民邨→A10往鴨脷洲，次程可節省$6
- E21A/E21B往愛民邨→A11往北角，次程可節省$8
- E21A/E21B往愛民邨→A12往小西灣，次程可節省$3
- E21A/E21B往愛民邨→A21往紅磡站，次程可節省$7
- E21A/E21B往愛民邨→A22往藍田站，次程可節省$1

E21A/E21B←→R8，次程可獲$1折扣優惠
- E21A/E21B→R8迪士尼樂園
- R8往青嶼幹線巴士轉乘站→E21A/E21B

E21A/E21B←→S52，次程可獲$0.5折扣優惠
- E21A/E21B往逸東邨 → S52往飛機維修區
- S52往逸東邨 → E21A/E21B往愛民邨

## 使用車輛
本線現主要使用亞歷山大丹尼士Enviro 500 MMC 12米 （8507-8524）及亞歷山大丹尼士Enviro 500 MMC 12.8米 （6501-6588）雙層巴士行走。
由2011年1月起，本線引入兩部由深圳五洲龍裝嵌，配置歐盟五型廢氣排放標準引擎的亞歷山大丹尼士Enviro 500低地台雙層空調巴士（8203／PR7978、8204／PR8372），特點為採用曲梯上落（與之前九巴、龍運巴士、新巴、城巴及港鐵同款巴士的直梯版本有所不同），早期亦不設行李架，該兩部巴士是僅有兩部被派往城巴小蠔灣廠的同款巴士，亦一度成為首條及唯一一條引入該款車型作常用車的城巴北大嶼山路線。不過為配合城巴機場快線A29線的開辦，該兩部巴士於2011年9月被調走，並改派兩部富豪奧林比安12米（315、420）作本路線常用車，直至2012年年初315及420退役為止，然而已加裝行李架的富豪奧林比安12米（428、429）仍然間中會行走本路線直至2013年1月。
2013年，本線一度從屯門區借用兩部配置歐盟三型廢氣排放標準引擎的前新巴丹尼士三叉戟12米（23XX）作替用車，以取代因城巴小蠔灣廠最後兩部富豪奧林比安12米（428、429）退役而被調往S1及S52線行走的市區版丹尼士三叉戟12米（22XX），亦一度成為城巴唯一一條經常有配備歐盟三型引擎的巴士行走的城巴北大嶼山路線；同年年末，隸屬城巴小蠔灣廠的亞歷山大丹尼士Enviro 500低地台雙層空調巴士（8203、8204）開始於拆除行李架後恢復回定行走本線。其中8203(PR7978)於2020年10月改裝為開篷巴士並轉往非專利部，用以取代丹尼士三叉戟12米開篷巴士(25, HT819)，而8204(PR8372)則於2021年1月並轉往非專利部並取消企位。
現時本路線是城巴所有北大嶼山對外路線（E線）中，因受制於孝民街路面設計限制，成為唯一一條未獲運輸署批准採用12.8米巴士的路線，因應忠孝街近孝民街安全島移位工程於2019年年中完成，本路線最終於2020年1月獲批准採用12.8米巴士行走，並於同年1月22日起正式派出12.8米巴士行走，成為最後一條引入12.8米巴士的城巴北大嶼山路線。

## 行車路線
E21A/E21B
逸東邨開經：逸東街、松仁路、裕東路（西行）、裕東路（東行）、順東路、東涌海濱路、東涌新發展碼頭、東涌海濱路、惠東路、文東路、迎東路、迎禧路、怡東路（北行）、掉頭、怡東路（南行）、東涌東交匯處、北大嶼山公路、青嶼幹線、青衣西北交匯處、青衣北岸公路、青荃路、荃灣路、葵涌道、長沙灣道、彌敦道、旺角道、西洋菜南街、亞皆老街、窩打老道、培正道、佛光街及忠孝街。
E21B依E21A原線駛至順東路後，改經達東路、順東路、裕東路，然後返回東涌東交匯處E21A原線，而不經有斜體字之路段。
愛民邨開經：忠孝街、孝民街、忠孝街、佛光街、培正道、窩打老道、亞皆老街、彌敦道、長沙灣道、荔枝角道、葵涌道、荃灣路、青荃路、青衣北岸公路、青衣西北交匯處、青嶼幹線、北大嶼山公路、東涌東交匯處、怡東路（北行）、掉頭、怡東路（南行）、東涌海濱路、惠東路、文東路、迎東路、迎禧路、東涌海濱路、順東路、裕東路（西行）、裕東路（東行）、松仁路及逸東街。 
E21B不經有斜體字之路段。

### 沿線車站

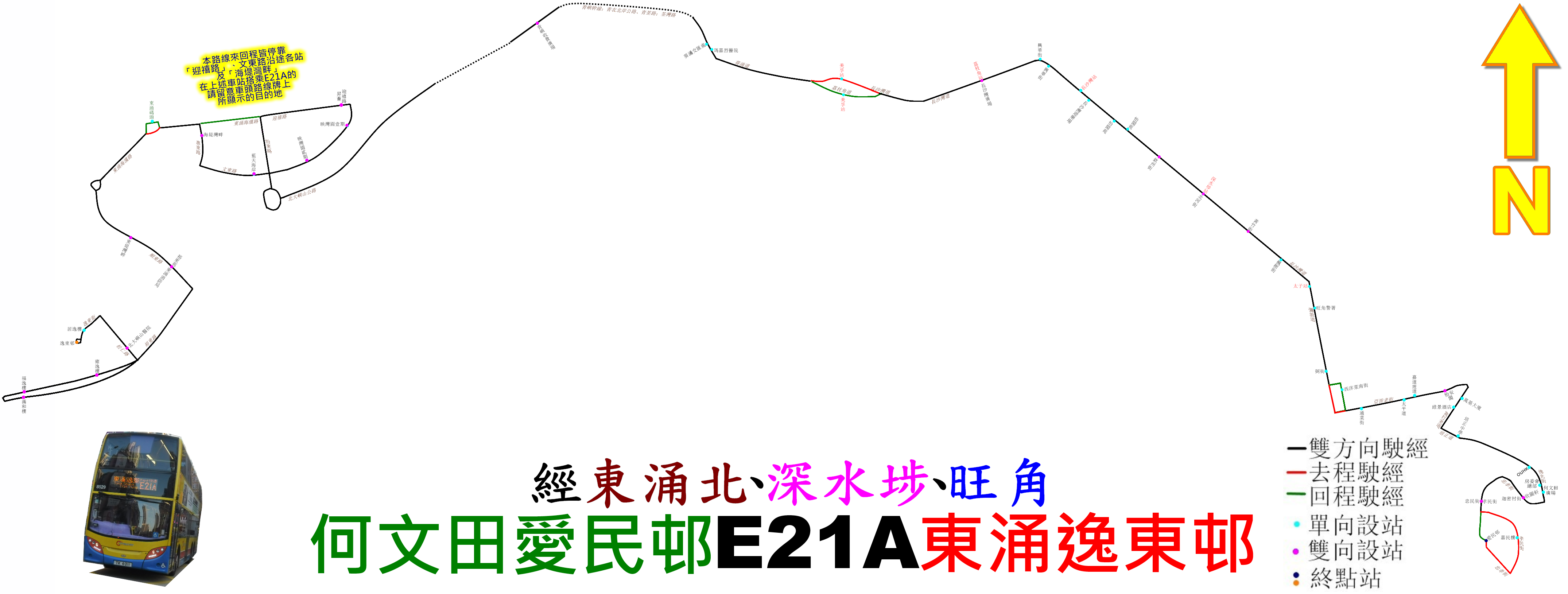
E21A線的走線圖

E21A/E21B
| 東涌（逸東邨）開 | 東涌（逸東邨）開   | 東涌（逸東邨）開       | 何文田（愛民邨）開 | 何文田（愛民邨）開 | 何文田（愛民邨）開 |
| 序號             | 車站名稱           | 位置                   | 序號               | 車站名稱           | 位置               |
| ---------------- | ------------------ | ---------------------- | ------------------ | ------------------ | ------------------ |
| 1                | 逸東邨             | 逸東邨公共交通總站     | 1                  | 愛民邨             | 愛民巴士總站       |
| 2                | 北大嶼山醫院       | 松仁路                 | 2                  | 愛民邨嘉民樓       | 孝民街             |
| 3                | 滿東邨             | 滿東邨巴士總站         | 3                  | 忠民街             | 忠孝街             |
| 4                | 逸東邨褔逸樓       | 裕東路                 | 4                  | 欣圖軒             | 忠孝街             |
| 5                | 逸東邨雍逸樓       | 裕東路                 | 5                  | 房屋委員會總部     | 佛光街             |
| 6*               | 東涌消防局         | 順東路                 | 6                  | 香港都會大學       | 佛光街             |
| 7*               | 東堤灣畔           | 順東路                 | 7                  | 九龍維景酒店       | 窩打老道           |
| 8*               | 東涌發展碼頭       | 東涌新發展碼頭巴士總站 | 8                  | 怡安閣             | 亞皆老街           |
| 9*               | 海堤灣畔           | 惠東路                 | 9                  | 太平道             | 亞皆老街           |
| 10*              | 藍天海岸           | 文東路                 | 10                 | 通菜街             | 亞皆老街           |
| 11*              | 映灣園二期         | 文東路                 | 11                 | 弼街               | 彌敦道             |
| 12*              | 映灣園一期         | 文東路                 | 12                 | 太子站             | 彌敦道             |
| 13*              | 昇薈               | 迎東路                 | 13                 | 楓樹街             | 長沙灣道           |
| 14*              | 迎東邨             | 迎東路                 | 14                 | 黃竹街             | 長沙灣道           |
| 15*              | 迎禧路             | 迎禧路                 | 15                 | 北河街             | 長沙灣道           |
| 16*              | 裕雅苑             | 怡東路                 | 16                 | 欽州街             | 長沙灣道           |
| 17*              | 裕雅商場           | 怡東路                 | 17                 | 怡閣苑             | 長沙灣道           |
| #                | 東涌纜車站         | 達東路                 | 18                 | 長沙灣遊樂場       | 長沙灣道           |
| #                | 富東廣場           | 達東路                 | 19                 | 興華街             | 長沙灣道           |
| #                | 裕東苑             | 順東路                 | 20                 | 長沙灣廣場         | 長沙灣道           |
| 18               | 青嶼幹線巴士轉乘站 | 北大嶼山公路           | 21                 | 美孚               | 荔枝角道           |
| 19               | 葵涌交匯處         | 葵涌道                 | 22                 | 葵涌交匯處         | 葵涌道             |
| 20               | 美孚               | 長沙灣道               | 23                 | 青嶼幹線巴士轉乘站 | 北大嶼山公路       |
| 21               | 荔枝角站           | 長沙灣道               | 24*                | 裕雅苑             | 怡東路             |
| 22               | 昌華街             | 長沙灣道               | 25*                | 裕雅商場           | 怡東路             |
| 23               | 長沙灣站           | 長沙灣道               | 26*                | 海堤灣畔           | 惠東路             |
| 24               | 怡閣苑             | 長沙灣道               | 27*                | 藍天海岸           | 文東路             |
| 25               | 欽州街             | 長沙灣道               | 28*                | 映灣園二期         | 文東路             |
| 26               | 深水埗站           | 長沙灣道               | 29*                | 映灣園一期         | 文東路             |
| 27               | 黃竹街             | 長沙灣道               | 30*                | 昇薈               | 迎東路             |
| 28               | 旺角警署           | 彌敦道                 | 31*                | 迎東邨             | 迎東路             |
| 29               | 西洋菜南街         | 西洋菜南街             | 32*                | 迎禧路             | 迎禧路             |
| 30               | 嘉道理道           | 亞皆老街               | 33                 | 東堤灣畔           | 順東路             |
| 31               | 中電鐘樓文化館     | 亞皆老街               | 34                 | 裕東苑             | 順東路             |
| 32               | 萬基大廈           | 窩打老道               | 35                 | 滿東邨             | 滿東邨巴士總站     |
| 33               | 培正中學           | 培正道                 | 36                 | 逸東邨褔逸樓       | 裕東路             |
| 34               | 何文田廣場         | 佛光街                 | 37                 | 逸東邨雍逸樓       | 裕東路             |
| 35               | 迦密村街           | 忠孝街                 | 38                 | 北大嶼山醫院       | 松仁路             |
| 36               | 孝民街             | 忠孝街                 | 39                 | 逸東邨居逸樓       | 逸東街             |
| 37               | 愛民邨             | 愛民巴士總站           | 40                 | 逸東邨             | 逸東邨公共交通總站 |

- E21B線不停有*號之車站，並改停有#號之車站。

## 使用狀況
本線是何文田首條來往離島區的專營巴士路線（第2條為A20線），也能吸引逸東邨及東涌北來往深水埗及旺角的乘客，因此客量不俗。
而自從龍運巴士E31線全日不再途經東涌北之後，本線吸納了原由東涌北乘坐該線前往逸東的乘客；即使後來車費相同的新大嶼山巴士37H線及不經市中心的龍運巴士E36A線加入競爭，仍未有對有關乘客造成明顯流失。
2020年：最繁忙的一小時乘客量為67%，由何文田開出的頭班車之平均載客率約兩成。

## 小資料
本線由維港灣遷往愛民，因為何文田居民一直要求有全日來往機場的巴士路線，運輸署便於2006-07年度路線發展計劃中，建議E21總站由維港灣遷往愛民，但票價需要由$14加價至$17，結果被部份油尖旺區議員及大角咀居民以來往機場的服務繼A21之後再次被削減及票價增加而予以強烈反對，計劃便修改至此，而愛民來往機場的服務由八達通巴士轉乘計劃提供（在青嶼幹線收費廣場轉乘其他巴士線）。
而本線來回方向之路線曾顯示（往維港灣方向於2007年5月21日停止稱呼，往逸東方向於2021年8月23日停止稱呼）為「Rapid快速」的意思為半直通路線，或者可解作Limited Stop（有限停站），較顯示「Express特快」字眼的路線慢，本線被定為快速路線，是因為本路線在青衣島不經青衣西路而取道青衣北岸公路直接來往東涌及美孚，而在東涌區內及美孚與愛民之間停各站，與E21要停各站及經青衣西路不同。
本線是城巴目前唯一只往東涌而不入機場島的北大嶼山全日對外巴士路線，也是眾多機場及北大嶼山對外路線中唯一一條兩邊總站均在房委會公共屋邨中的路線。
為了與九巴18、41(在2023年已取消服務）、45競爭，本線設有美孚往愛民$4.8及太子往愛民$3.5的便宜單向分段收費（開辦至2023年才首度加價），因此本線往愛民方向在美孚後登車的乘客比由東涌出發的全費乘客多，這是在往來青嶼幹線的巴士路線中少見的（另2條為A12線及龍運A37線）。
2008年6月8日、2011年5月15日，龍運巴士E31線兩度調整票價，但本線因屬城巴機場及北大嶼山路線，不受是次加價影響，如果無法乘搭更便宜的新大嶼山巴士37線時，部份於東涌北而「一定要搭平車」回家的逸東邨居民因而流向本線；後來為配合北大嶼山醫院啟用，新大嶼山巴士37線提升至全日服務（已於2021年再度改為上課日路線）及新開辦新大嶼山巴士37H線（於2021年4月4日起加價使車費與本線區內分段相同），直至2019年2月2日起，龍運巴士E31線來回程不再繞經東涌北，再加上本線於2019年8月5日及2020年8月30日起往逸東及愛民方向先後增停滿東邨，並成為滿東邨全日來往東涌北的路線。直至2021年6月20日起，後來龍運巴士為配合屯門赤鱲角隧道路線重組而開辦龍運巴士E36A線（因該線離開東涌北後直達滿東邨而不經東涌市中心，只限於元朗開出班次。）為止。無獨有偶，本線於2022年8月29日縮短服務時間後，東涌短途乘客如不肯乘坐新大嶼山巴士，便只能多付車費乘搭E11B（因該線區內分段車費與前往機場貨運區一帶相同，往港島方向更不設短程分段收費。）
本線與E21同為九龍市區往返東涌新市鎮最便宜的路線。

## 相關事件
2017年9月22日黃昏：一輛行走本線的亞歷山大丹尼士Enviro500 MMC 12米雙層巴士（車隊編號：8515；車牌號碼：TF5883）駛至長沙灣道與欽州街交界近長沙灣政府合署往旺角方向燈位時，收掣不及撞向前面依燈號停車之的士車尾，車長扭軚期間失控，巴士鏟上行人路後上層左邊車頭撞向金輝大樓簷蓬底部，結果造成3死30傷。

## 外部連結
城巴
- 城巴E21A線 （页面存档备份，存于）
- 城巴E21A線路線圖 （页面存档备份，存于）
- 城巴E21A線詳細時間表 （页面存档备份，存于）

其他
- Citybus Route 城巴路線 - E21A （页面存档备份，存于）